# Jacques de Fieux
Jacques de Fieux (né à Paris vers 1621 et mort le 17 mars 1687 à Paris), ecclésiastique, fut coadjuteur puis évêque de Toul de 1675 à 1687.

## Biographie
Jacques de Fieux appartient à une famille originaire de Brive dans le Limousin. Destiné à l'Église, il est docteur en théologie du collège de Navarre et prédicateur. Il est pourvu en commende de l'abbaye Notre-Dame de Bellozanne (1668-1675) et de l'abbaye cistercienne Notre-Dame de Beaulieu dans le diocèse de Langres (1670-1687). 
Il est nommé le 21 juin 1675 coadjuteur de l'évêque de Toul André du Saussay qui  meurt dès le 9 septembre avant que le nouveau promu ne reçoive ses bulles pontificales de confirmation. Il est alors confirmé 21 décembre. Il est consacré à Paris le 17 janvier 1677 par l'archevêque François de Harlay de Champvallon et prend possession de son siège le 18 août suivant. Partisan d'une morale rigoriste, il est considéré par les auteurs de la Gallia christiana comme un janséniste. Il meurt à Paris le 15 janvier 1687.